# 柳原慧
柳原 慧（やなぎはら けい、1957年 -）は、日本の小説家、推理作家。グラフィックデザイナー。日本推理作家協会会員。

## 経歴・人物
東京都生まれ。日本大学芸術学部卒業。大学卒業後、デザイン会社勤務を経て、独立。グラフィック・デザイン関係の会社である株式会社ブレインの代表取締役となる。
プロのグラフィックデザイナーとして活躍する傍ら、作品の投稿を続け、1995年から1998年にかけて日本ホラー小説大賞の最終候補に3回選ばれている（第2回が「脳の中の樹海」、第4回が「祈り」、第5回が「夜に眠れぬ者たちへ」）。2003年、『パーフェクト・プラン』で第2回『このミステリーがすごい!』大賞を受賞する。受賞した際、『パーフェクト・プラン』は「漫画のようにすらすら読めて、展開が早くて途中でやめられなくなるような小説が書けないか、という思いで取り組んだ」と語っている。2004年、同作が刊行、小説家デビューを果たす。四柱推命の占い師でもある。

## 作品リスト

### 小説
- パーフェクト・プラン（2004年2月 宝島社 / 2005年1月 宝島社文庫 / 2010年2月 宝島社文庫〔新装版〕【上・下】）
- いかさま師（2005年7月 宝島社 / 2007年7月 宝島社文庫）
- コーリング 闇からの声（2007年3月 宝島社 / 2009年5月 宝島社文庫）
- Ｘの螺旋（2011年7月 徳間文庫）
- 腐海の花（2014年3月 廣済堂出版）

### ノベライズ
- レイトン教授とさまよえる城（2008年12月 小学館）
- レイトン教授と怪人ゴッド（2009年12月 小学館）
- レイトン教授と幻影の森（2010年12月 小学館）

### アンソロジー
「」内が柳原慧の作品
- 10分間ミステリー（2012年2月 宝島社文庫）「電話ボックス」
- もっとすごい！ 10分間ミステリー（2013年5月 宝島社文庫）「数字男」
- 怪談実話 FKB饗宴5（2013年8月 竹書房文庫）「異邦人」
- 5分で読める! ひと駅ストーリー 旅の話（2015年12月 宝島社文庫）「脳を旅する男」
- 10分間ミステリー THE BEST（2016年9月 宝島社文庫）「電話ボックス」